# The Extremist
The Extremist — четвёртый студийный альбом американского гитариста Джо Сатриани, выпущенный 21 июля 1992 года на лейбле Relativity Records. Этот альбом считается одной из лучших работ Джо Сатриани, доходил в чартах до № 22 в США Billboard 200, оставаясь в чартах в течение 28 недель, и входил в 50-ку лучших в шести других странах. Три композиции из этого альбома вошли в Billboard Mainstream Rock чарт: «Summer Song» (5-я строчка), «Friends» (12-я строчка) и «Cryin’» (24-я строчка). The Extremist был сертифицирован как золотой альбом 22 декабря 1992 и номинировался на премию «Грэмми» за лучшее инструментальное рок-исполнение на 35-й церемонии «Грэмми», что для Сатриани было четвёртой такой попыткой.

## Краткий обзор
Альбом начинается с жизнерадостной композиции «Friends» с её громким вступлением и «жирным», сочным саундом, который кажется нетривиальным и сразу запоминается. По словам Сатриани, он сочинил эту мелодию, первоначально наигрывая её на бас-гитаре, рассматривая при этом фотографии улыбающихся детей. Далее следует заглавная композиция альбома — «The Extremist» — эмоциональная и резкая. Следующая композиция, «War», продолжает эту идею. Далее следует классическая баллада, выдержанная в блюзовом стиле — «Cryin’». Композиция «Rubina’s Blue Sky Happiness» с элементами фолка, играемая на банджо, была посвящена жене Джо Сатриани Рабине, и это вторая песня в творчестве Джо Сатриани, посвящённая ей (первой была композиция «Rubina» с альбома Not Of This Earth, 1986). «Summer Song» стала одной из самых известных песен Сатриани, в том числе — популярной песней на концертах, в живом исполнении; использовалась впоследствии Sony в рекламе плеера Walkman и была позже включена в музыку из кинофильма к двум из видеоигр пульта Sony: «Формула 1» (1996) для PlayStation и Gran Turismo 4 (2004) для PlayStation 2. Короткая композиция «Tears in the Rain» отличается красивой мелодией, наигранной на акустической гитаре, и несколько перекликается с композицией «Midnight» из альбома Surfing with the Alien. Далее следует «Why» — композиция с элементами фанк-рока. «Motorcycle Driver», как и «Летняя песня», стремительна и позитивна. Завершает альбом композиция «New Blues», название которой говорит само за себя.
Две B-стороны от сессий записи «Экстремиста» — «Crazy» и «Banana Mango II», вместе с купюрами «Thinking of You», «Speed of Light» и «Baroque», были позже выпущены Джо Сатриани на двойном альбоме Time Machine (1993).

## Переиздания
«Экстремист» был переиздан несколько раз. Первое переиздание было в 1997 на Epic Records Второе — 16 июня 2008 как часть сборника Original Album Classics. Затем был выпущен The Complete Studio Recordings 22 апреля 2014 через Legacy Recordings как часть ремастированного сборника трудов Сатриани с 1986 до 2013.

## Критика
Фил Картер в AllMusic дал «Экстремисту» четыре звезды из пяти, говоря, что альбом соответствует его названию. «Summer Song», «Friends», «Motorcycle Driver» и заглавный трек были отмечены как основные моменты.

## Список композиций
Вся музыка написана Джо Сатриани.
| №                   | Название                                      | Длительность |
| ------------------- | --------------------------------------------- | ------------ |
| 1.                  | «Friends» (аранжировка: Satriani, Andy Johns) | 3:29         |
| 2.                  | «The Extremist»                               | 3:43         |
| 3.                  | «War»                                         | 5:48         |
| 4.                  | «Cryin’»                                      | 5:43         |
| 5.                  | «Rubina's Blue Sky Happiness»                 | 6:11         |
| 6.                  | «Summer Song»                                 | 5:00         |
| 7.                  | «Tears in the Rain»                           | 1:18         |
| 8.                  | «Why»                                         | 4:45         |
| 9.                  | «Motorcycle Driver»                           | 4:58         |
| 10.                 | «New Blues»                                   | 6:58         |
| Общая длительность: | Общая длительность:                           | 47:53        |

| №   | Название | Длительность |
| --- | -------- | ------------ |
| 11. | «Crazy»  | 4:06         |

## Музыканты
- Джо Сатриани — гитары, добро, клавишные, банджо, мандолина, бас-гитара (треки 8, 10), губная гармоника, аранжировка, звукооператор, продюсер
- Фил Эшли — клавишные (трек 6), гитарный синтезатор, труба-синтезатор, гармоника
- Грег Биссонетт[англ.] — ударные (треки 1—6, 8, 9)
- Боб Бонго — барабаны (трек 8), перкуссия (трек 8)
- Саймон Филлипс — барабаны (треки 5, 10), бубен
- Паулинью да Кошта[англ.] — перкуссия (треки 2—4, 6, 8, 9)
- Джефф Кампителли[англ.] — тарелка (трек 10)
- Энди Джонс — орган (треки 2, 9), аранжировка (трек 1), звукоинженер (треки 1—9), микширование, продюсирование (треки 1—9)
- Бретт Таггл — орган (трек 4)
- Мэтт Биссонетт[англ.] — бас-гитара (треки 1—6, 9)
- Даг Уимбиш[англ.] — бас-гитара (трек 5), разговорный вокал
- Джон Куниберти — звукоинженер (треки 5, 6, 8, 10), продюсер (треки 5, 6, 8, 10)
- Барт Стивенс — ассистент звукоинженера
- Дэн Босуорт — ассистент звукоинженера
- Майкл Семаник[англ.] — ассистент звукоинженера
- Дэвид Планк — ассистент звукоинженера
- Майкл Рейтер — ассистент звукоинженера
- Джулия Ласт — ассистент звукоинженера
- Берни Грандмэн[англ.] — мастеринг

## Позиции в чартах
| Чарты (1992—1993)                  | Высшая позиция |
| ---------------------------------- | -------------- |
| Австралия (ARIA)                   | 29             |
| Canada Top Albums/CDs (RPM)        | 27             |
| Нидерланды (Album Top 100)         | 44             |
| French Albums (SNEP)               | 13             |
| German Albums (Offizielle Top 100) | 55             |
| Новая Зеландия (RMNZ)              | 16             |
| Норвегия (VG-lista)                | 5              |
| Швеция (Sverigetopplistan)         | 35             |
| Швейцария (Schweizer Hitparade)    | 11             |
| Великобритания (UK Albums Chart)   | 13             |
| US Billboard 200                   | 22             |

| Регион | Сертификация | Продажи  |
| --- | ------------ | -------- |
| Франция (SNEP) | Золотой      | 100 000* |
| Япония (RIAJ) | Золотой      | 100 000^ |
| Macao (IFPI Macao) | Золотой      | 15,000*  |
| Великобритания (BPI) | Золотой      | 100 000^ |
| США (RIAA) | Золотой      | 810,000  |
| Venezuela (IFPI Venezuela)                                                                                               | Золотой      | 15,000*  |
| * Данные о продажах приведены только на основе сертификации. ^ Данные о тиражах приведены только на основе сертификации. |              |          |

## Синглы
| Год  | Название      | Чарт                      | Позиция |
| ---- | ------------- | ------------------------- | ------- |
| 1992 | «Friends»     | Billboard Mainstream Rock | 12      |
| 1992 | «Summer Song» | Billboard Mainstream Rock | 5       |
| 1993 | «Cryin’»      | Billboard Mainstream Rock | 24      |

## Награды
| Мероприятие  | Название      | Награда                            | Результат |
| ------------ | ------------- | ---------------------------------- | --------- |
| 1993 Grammys | The Extremist | Best Rock Instrumental Performance | Номинация |